# روش علمی
روش علمی یا به عبارت دقیق تر روش اثبات تجربی یک پدیده، به گستره‌ای از روش‌های تحقیق اشاره دارد که برای بررسی پدیده‌ها، دست یافتن به دانش نوین، یا بازسازی و درهم آمیزی دانش‌های پیشین به‌کار می‌رود که از قرن هفدهم به بعد در توسعه علم مورد استفاده قرار گرفته است. یک روش پژوهشی برای این‌که علمی به‌شمار آید باید بر پایه داده‌های مشاهده‌پذیر، تجربی و قابل اندازه‌گیری ساخته شده‌باشد و از بنیادهای استدلالی روشنی پیروی کند. در روش علمی، داده‌ها از راه مشاهده و آزمایش گردآوری می‌شوند، سپس تدوین شده و با فرضیه‌های موجود سنجیده می‌شوند. هدف از یک آزمایش تعیین این است که آیا مشاهدات با انتظارات نتیجه‌شده از یک فرضیه مطابقت دارند یا در تضاد با آن است. آزمایش‌ها می‌توانند در هر مکانی از یک گاراژ تا قله‌های دورافتاده یا حتی شتاب دهنده ذرات سرن انجام شوند.
روش علمی به صورت یک دنباله ثابت از مراحل ارائه می‌شود، اما مجموعه‌ای از اصول عمومی است که ممکن است همه ی مراحل در یک تحقیق علمی اتفاق نیوفتند یا به یک ترتیب یا اندازه انجام نشوند. عنصری که در روش علمی بسیار رایج است، تجربه‌گرایی است، به این معنی که برای حل مسائل علمی، نباید تنها به استدلال روشنفکرانه و منطقی اکتفا کرد، بلکه باید از تجربه‌ها و داده‌های تجربی استفاده کرد. در روش علمی کنونی، استفاده از مدل‌سازی علمی و وابستگی به طبقه‌بندی‌ها و نظریه‌های انتزاعی به‌طور معمول پذیرفته می‌شود. روش علمی با ادعاها در مورد وحی، دوگمانی‌های سیاسی یا مذهبی، ارجاع به سنت، اعتقادات رایج، عقلانیت مشترک یا نظریه‌های فعلی که تنها وسیله ممکن برای اثبات حقیقت است، مقابله می‌کند.
روش علمی براساس استدلال استنتاجی و استقرایی انجام می‌شود. استقرا به معنای رسیدن از جزء به کل است و با استفاده از معلومات جزئی و داده‌های تجربی، حکم کلی استخراج می‌شود. استنتاج نیز به معنای رسیدن از کل به جزء است و براساس نظریه‌های موجود فرضیه‌ها ساخته می‌شوند و با آزمون فرضیه‌ها، نتایج تحقیق روشن می‌شود. استدلال استنتاجی و استقرایی در تجزیه و تحلیل داده‌ها و در روش علمی نقش مهمی دارند.

## تاریخچه
تجربه‌گرایی و روش علمی در طول تاریخ توسعه یافته‌اند. از دوره باستان تا قرن ۲۰، افرادی مانند افلاطون، اپیکور، ابن هیثم، ابن سینا، ابوریحان بیرونی، راجر بیکن، ویلیام اکام و دیگران در ارتقای تجربه‌گرایی و روش علمی نقش مهمی داشته‌اند. فرانسیس بیکن مکنب تجربه‌گرایی را بنیاد نهاد و توسط جان لاک، هیوم و راسل ادامه پیدا کرد. بسیاری وی را محور اصلی تحول فکری در قرون وسطی می‌دانند تا جایی که او را از بانیان انقلاب علمی می‌شمارند. کتاب‌های نظری توسط فرانسیسکو سانچز، جان لاک، جورج بارکلی و دیوید هیوم نیز به توسعه روش علمی کمک کردند. در قرن بیستم، چارلز پیرس در طی یک سفر دریایی از آمریکا به اروپا، به تدریج ایده‌های خود را بهبود بخشید و به مدل فرضی-استدلالی رسید که از ارائه اولیه آن تاکنون، تغییرات قابل توجهی را تجربه کرده است. ابن هیثم ۵ قرن قبل از دانشمندان رنسانس روش علمی را که مبتنی بر آزمایش واقعی است پایه گذاشت.
اصطلاح «روش علمی» در قرن نوزدهم، زمانی که توسعه نهادی قابل توجهی از علم در حال وقوع بود و اصطلاحاتی که مرزهای روشنی بین علم و شبه علم ایجاد می‌کردند ظاهر شد و در قرن بیستم مورد استفاده عمومی قرار گرفت. کتاب دیویی در سال ۱۹۱۰، (چگونه فکر می‌کنیم)، الهام بخش دستورالعمل‌های عمومی بود که در لغت نامه‌ها و کتاب‌های علمی ظاهر شد،
در بحث‌های فلسفی و تاریخی درباره روش علمی، نظرات مختلفی وجود دارد. برخی از افراد معتقدند که هیچ روش علمی مشخصی وجود ندارد و روش علمی تنها یک ایده‌آل است، برخی دیگر معتقدند که روش علمی وجود دارد و باید از قوانین و قواعد خاصی پیروی کرد. در دهه‌های ۱۹۶۰ و ۱۹۷۰، بسیاری از فیلسوفان برجسته علمی مانند توماس کوهن و پاول فایرابند به یکنواختی و جهانی بودن روش علمی شک کردند و در این راستا تا حد زیادی مفهوم علم را به عنوان روشی همگن و جهانی با مفهومی که یک عمل ناهمگن و محلی است جایگزین کردند.  پاول فایرابند در اولین ویرایش کتاب خود (علیه روش) در سال ۱۹۷۵ علیه وجود قوانین جهانی روش علمی استدلال کرد. ادعای فایرابند این بود که حل‌کننده‌های مسئله و محققان باید با منابع خود در حین تحقیق محتاطانه عمل کنند.
همچنین می‌توان به مقاله لی اسمولین در سال ۲۰۱۳ به نام "هیچ روش علمی وجود ندارد" اشاره کرد، که در آن دو اصل اخلاقی (تعاون و انصاف) را ترویج می‌کند. دانیل تورس در فصلی از کتاب "سیب نیوتن و دیگر اسطوره‌های درباره علم" نتیجه گرفته است که روش علمی یک اسطوره است و یا در بهترین حالت، یک ایده‌آل است. رابرت نولا و هوارد سانکی در سال ۲۰۰۷ در کتاب (نظریه‌های روش علمی) گفتند بحث در مورد روش علمی ادامه دارد و استدلال کردند که فایرابند، علی‌رغم عنوان علیه روش‌های علمی، قواعد خاصی از آنها را پذیرفت و سعی کرد آن قواعد را با متا توجیه کند.

## روند روش علمی

این تصویر مراحل موجود در روش علمی را نشان می‌دهد. ممکن است فرضیه تأیید شود اما نتایج آزمون‌ از استحکام کافی برخوردار نباشد در آنصورت می‌توان پیش‌بینی‌های بیشتری را آزمایش کرد تا در صورت درستی آنها فرضیه تقویت شود.

روش علمی یک فرآیند سیستماتیک و منظم است که علم توسط آن انجام می‌شود. مانند سایر حوزه‌های علمی، علم (از طریق روش علمی) می‌تواند بر دانش قبلی بنا شود و درک پیچیده‌تری از موضوعات مورد مطالعه خود در طول زمان ایجاد کند. این مدل را می‌توان زیربنای انقلاب علمی دانست. این روش شامل مراحل مختلفی است که به ترتیب شامل تشکیل فرضیه، طراحی آزمایش، جمع‌آوری داده‌ها، تحلیل داده‌ها و استنتاج‌ها می‌باشد. انواع مختلفی از مطالعات در روش علمی مورد استفاده قرار می گیرد که عبارتند از: آزمایش ها، مطالعات توصیفی، مطالعات موردی، نظرسنجی ها و مطالعات غیر توصیفی.

### فرآیند کلی
فرایند کلی شامل ساختن فرضیه، استخراج پیش‌بینی‌ از آن به عنوان پیامد منطقی و سپس انجام آزمایش‌هایی بر اساس پیش‌بینی‌ها برای تعیین درستی حدس اولیه است. اگرچه روش علمی اغلب به عنوان یک دنباله ثابت از مراحل ارائه می‌شود اما این اقدامات بهتر است به عنوان اصول کلی در نظر گرفته شوند. همه مراحل در هر تحقیق علمی انجام نمی‌شود و همیشه به یک ترتیب انجام نمی‌شود. همان‌طور که ویلیام هیول اشاره کرد، «اختراع، خردمندی و نبوغ» در هر مرحله لازم است. یک فرآیند مانند روش علمی که دارای تناوب و تکرار است، یک فرآیند تکراری (iterative process) نامیده می شود.

### ساختن سؤال
سؤال می‌تواند به توضیح یک مشاهده خاص ارجاع دهد، مانند "چرا آسمان آبی است؟" همچنین می‌تواند بی‌پایان باشد، مانند "چگونه می‌توانم یک دارویی برای درمان این بیماری خاص طراحی کنم؟" این مرحله به‌طور مکرر شامل یافتن و ارزیابی شواهد از آزمایش‌های قبلی، مشاهدات علمی شخصی است. در هنگام استفاده از روش علمی در تحقیق، تعیین یک سؤال خوب می‌تواند بسیار دشوار باشد و بر نتیجه بررسی تأثیر می‌گذارد.

### فرضیه
فرضیه حدسی است که در حال طرح سؤال هستیم، به‌وجود می‌آید، که می‌تواند برای هر رفتار ارائه شده توضیحی بدهد. فرضیه ممکن است بسیار علمی باشد. برای مثال اصل همسان سازی انیشتین یا فرضیهٔ فرانسیس کریک که می‌گوید: آران‌ای RNA، دی‌ان‌ای DNA را مجبور به ساختن پروتئین می‌کند. یا این‌که ممکن است دامنهٔ گسترده‌ای داشته‌باشد. برای مثال، گونه‌های ناشناخته‌ای که در ژرفای ناشناختهٔ اقیانوس‌ها زندگی می‌کنند. یک فرضیه آماری یک حدس در مورد یک جمعیت آماری داده شده‌است. به عنوان مثال، جمعیت، ممکن است افرادی که به یک بیماری خاص مبتلا هستند باشد. فرضیه بلااثر، حدسی است که بنا به فرضیات آماری اشتباه است. برای مثال این‌که داروی جدید بی تأثیر بوده و بیماران بهبود یافته با فاکتور شانس بهبود یافته‌اند. محققان معمولاً می‌خواهند ثابت کنند که فرضیهٔ بلااثر درست نمی‌باشد. فرضیهٔ جایگزین نتیجه‌ای است که آن را می‌خواهیم، که در این مثال دارو بهتر از شانس است. فرضیه علمی بایستی زیرکانه انتخاب شود.

### پیش بینی
هدف اصلی در این مرحله این است که قبل از انجام آزمایش و شناخت نتایج واقعی، پیامدهای منطقی و قابل پیش‌بینی فرضیه را استنتاج کنیم. یکی از روش‌های معمول برای پیش‌بینی نتایج آزمایش، استفاده از منطق و استدلال است. با بررسی و تجزیه و تحلیل فرضیه و دانش موجود، قوانین منطقی و روابط علت و معلولی متغیرها را بررسی می‌کنیم تا پیش‌بینی‌هایی برای نتایج آزمایش بیان کنیم. این پیش‌بینی‌ها می‌توانند شامل توقعاتی درباره نتایج مشاهده شده، الگوها، رفتارها و یا ارتباطات بین متغیرها باشند.
اگر پیش‌بینی‌ها بتوانند فرضیه مورد بررسی را از گزینه‌های ممکن دیگر تمایز دهند، به قدرت شواهد کمک می‌کند. به عبارت دیگر، اگر دو فرضیه پیش‌بینی مشابهی داشته باشند و هر دوی آنها پیش‌بینی را به درستی برآورده کنند، شواهدی برای اثبات یا رد هر یک از این دو فرضیه وجود ندارد. بنابراین در مرحله پیش‌بینی، باید پیامد مورد انتظار را همزمان پس از بیان فرضیه، قبل از شناخت نتایج آزمایش مشخص کنیم. همچنین، پروتکل آزمایش نیز باید قبل از انجام آزمایش مشخص شود. این اقدامات احتیاطی در برابر خطا و همچنین به کمک تکرارپذیری آزمایش می‌باشند و بر اساس قوانین و روش‌های استاندارد علمی صورت می‌گیرند.

### آزمایش
دانشمندان یک پروتکل آزمایشی را طراحی می‌کنند که شامل روش‌ها و فرآیندهای مشخصی است که باید دنبال شوند. آن‌ها متغیرها را به طور دقیق تعریف کرده و شرایط آزمایش را به گونه‌ای تنظیم می‌کنند که تأثیر عوامل دیگر را به حداقل برسانند. سپس آزمایش را انجام می‌دهند و نتایج را به دقت ثبت می‌کنند. سپس، نتایج آزمایش را با پیش‌بینی‌هایی که توسط فرضیه ارائه شده است، مقایسه می‌کنند. آزمایش‌ها در علم به ما امکان را می‌دهند تا با استفاده از شواهد قابل اندازه‌گیری و تجزیه و تحلیل، فرضیات خود را تأیید یا رد کنیم و به دست‌آوردن دانش واقعی‌تر و بهبود فهممان از جهان بپردازیم.

### نتیجه گیری
نتیجه‌گیری به معنای تفسیر و تحلیل داده‌ها و ارائه نتایج است. در این مرحله، محقق بر اساس داده‌های جمع‌آوری شده و با استفاده از روش‌های آماری و تحلیلی مربوطه، به نتایج و استنتاج‌های خود می‌رسد. 

#### معرفی نتایج:
در این بخش، نتایج پژوهش به طور کامل و دقیق ارائه می‌شود. این شامل ارقام و آمارهای مربوط به داده‌ها، نمودارها و هر نمونه یا شاخص دیگری است که برای نمایش نتایج استفاده می‌شود.

#### تفسیر نتایج:
در این بخش، محقق نتایج را تفسیر می‌کند و به توضیح می‌پردازد که چه معنایی را می‌توان از این نتایج استخراج کرد. او می‌تواند به تأثیرات آماری و اهمیت عملی نتایج اشاره کند و با توجه به سوالات پژوهش، تفسیری دقیق ارائه دهد.

#### استنتاج‌ها:
در این بخش، محقق به استنتاج‌های خود می‌رسد و می‌تواند نتایج خود را با فرضیات و هدف‌های پژوهش مقایسه کند. او می‌تواند به توجیه استنتاج‌های خود از طریق داده‌ها و نتایج ارائه شده پرداخته و به اهمیت نتایج در حوزه مورد مطالعه اشاره کند.

#### محدودیت‌ها و پیشنهادات:
در این بخش، محقق به محدودیت‌های پژوهش خود اشاره می‌کند و نکاتی را برای پژوهش‌های آینده پیشنهاد می‌دهد. محدودیت‌ها ممکن است شامل محدودیت‌های روش‌شناسی، مشکلات در جمع‌آوری داده‌ها، نقاط ضعف در طراحی تجربه و هر نوع محدودیت دیگری باشد که در این پژوهش وجود داشته است. پیشنهادات می‌توانند شامل توصیه‌ها برای بهبود روش‌شناسی، توضیحات برای تحقیقات آینده، و توصیه‌های احتمالی برای کاربردهای عملی نتایج باشند.

#### تأیید یا رد فرضیات:
در این بخش، محقق به تأیید یا رد فرضیات اصلی پژوهش می‌پردازد. او می‌تواند نتایج خود را با فرضیات مقایسه کند و بر اساس داده‌ها و تحلیل‌های ارائه شده، نتیجه‌گیری کند که آیا فرضیات تأیید شده‌اند یا خیر.

## ویژگی های روش علمی
ویژگی های اصلی روش علمیː تکرارپذیری، پیش‌بینی پذیری، تجربه مِحور، نقض پذیری (قابلیتِ اِبطال)، شفافیت و صداقت، قابل مشاهده و اندازه گیری بودن است.

### تکرارپذیری
تکرارپذیری به معنای توانایی تکرار و تأیید نتایج یک پژوهش توسط سایر محققین است. برای تأیید صحت نتایج یک پژوهش، لازم است که دیگران بتوانند با استفاده از اطلاعات و روش‌های ارائه شده در پژوهش، نتایج را تکرار کنند و به همان نتایج برسند. برای اطمینان از تکرارپذیری یک پژوهش علمی، اطلاعات کامل و جامعی باید درباره روش‌ها، فرایندها و ابزارهای استفاده شده در پژوهش ارائه شود.

### کنترل شده بودن
در طرح تجربیات یا پژوهش ها، تلاش می شود تا تمام متغیرهای ممکن مورد تأثیر قرار گیرند و فقط یک متغیر یا مجموعه ای از متغیرها بررسی شوند.

### بر اساس دانش علمی
روش علمی باید بر مبنای تئوری ها و دانش علمی قرار گیرد و نتایج باید با فرضیات قبلی و دانش موجود سازگاری داشته باشند.